# San Leucio del Sannio
San Leucio del Sannio – miejscowość i gmina we Włoszech, w regionie Kampania, w prowincji Benewent.
Według danych na I 2009 gminę zamieszkiwały 3223 osoby przy gęstości zaludnienia 322,3 os./1 km².